# Sergio Urrejola
Sergio Urrejola Monckeberg (Santiago, 2 de febrero de 1949) es un abogado y político chileno. Entre mayo y diciembre de 2019 se desempeñó como Embajador de Chile en Argentina.
Entre marzo de 2011 y marzo de 2014 presidió el Consejo de Defensa del Estado, bajo el primer gobierno de Sebastián Piñera. Anteriormente entre 2008 y 2012,  fue concejal por la comuna de Zapallar (Región de Valparaíso).
Tiene 6 hijos y 12 nietos

## Datos biográficos

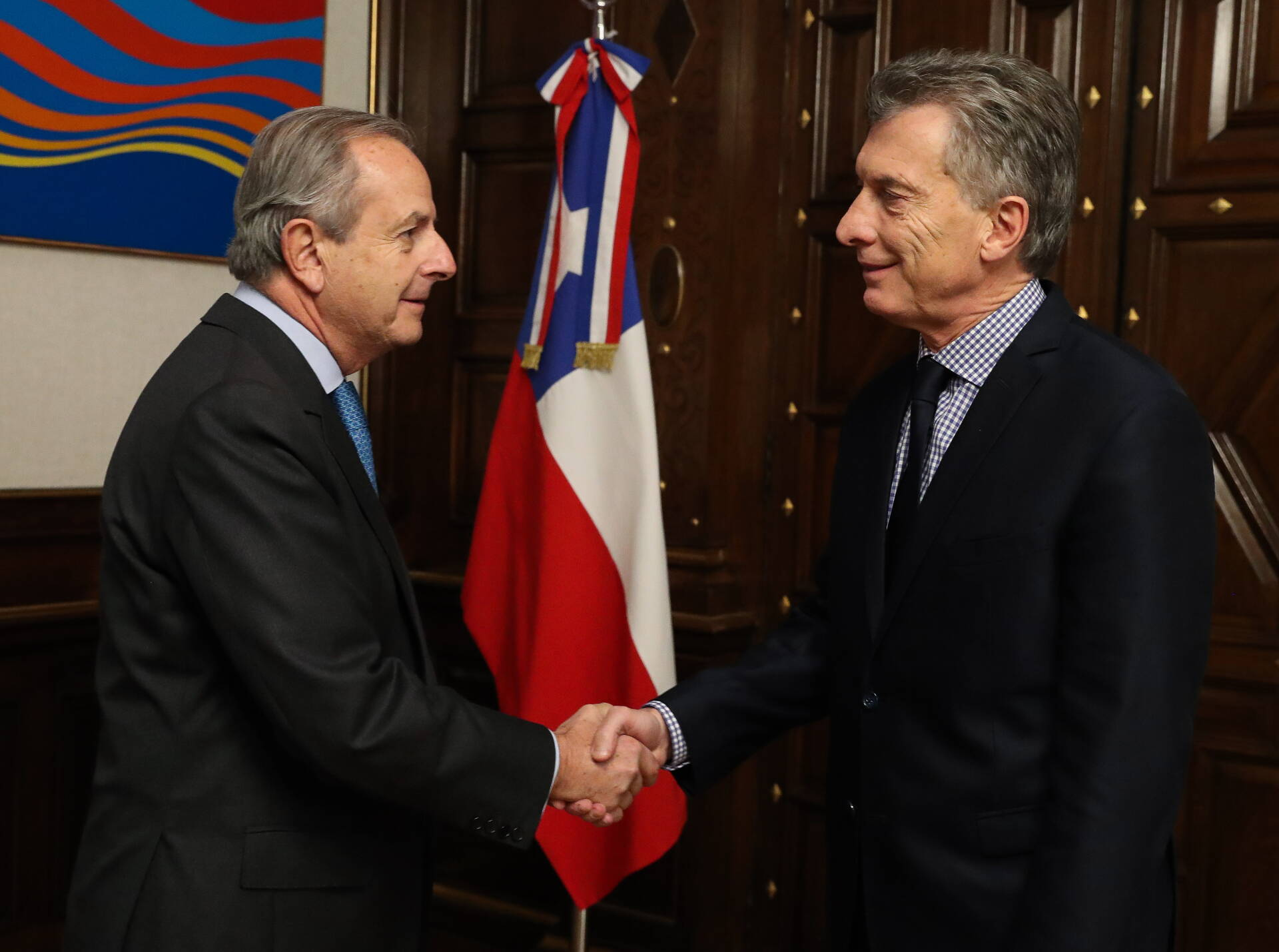
Urrejola junto al presidente argentino Mauricio Macri el 25 de junio de 2018.

Nacido en Santiago de Chile, es hijo del matrimonio formado por Sergio Urrejola Rozas y Paulina Monckeberg Barros.
Está casado con Magdalena Santa María Zañartu y tienen 6 hijos

## Vida pública
El 2 de marzo de 2011 asumió como Presidente del Consejo de Defensa del Estado de Chile, tras la renuncia de Carlos Mackenney Urzúa el 22 de febrero.
Fue director de Televisión Nacional de Chile (TVN), entre septiembre de 2010 y marzo de 2011.
Presidente del Comité de Ética de la Asociación de Fondos Mutuos de Chile, consejero de la Cámara de Comercio de Santiago, concejal en la Municipalidad de Zapallar y miembro de la comisión de Coordinación de la Reforma Procesal Penal y de la comisión de Coordinación de la Reforma del Derecho de Familia. También ha sido docente en la Pontificia Universidad Católica (PUC) y la Universidad Gabriela Mistral (UGM).
Además se desempeñó como presidente del Colegio de Abogados de Chile (1992-2007) y participó como Árbitro nombrado por la Cámara de Comercio de París y ha sido Árbitro ad-hoc en diversos asuntos comerciales.
El 21 de mayo de 2018 fue nombrado por el presidente Sebastián Piñera como Embajador de Chile en Argentina. Renunció al cargo en 2019, siendo reemplazado al año siguiente por Nicolás Monckeberg Díaz.